# House of Horrors
Pour plus de détails, voir Fiche technique et Distribution.
House of Horrors est un film américain réalisé par Jean Yarbrough, sorti en 1946.

## Synopsis
Marcel De Lange est un sculpteur en difficulté, qui est déprimé par les événements de sa vie et décide de se suicider. Alors qu'il est sur le point de se tuer, il voit un fou, surnommé The Creeper en train de se noyer et le sauve. Il prend en charge l'homme défiguré et en fait le sujet de sa prochaine sculpture, qu'il considère être comme sa meilleure création. Lorsque les critiques dénigrent le travail de Marcel, il demande au Creeper de commencer à les tuer. Plus tard, Marcel devient obsédé par Joan, une belle journaliste qui croit que les morts sont liées à lui. Lorsque Marcel l'invite chez lui et qu'elle voit la sculpture de Marcel représentant le Creeper, elle soupçonne Marcel de connaître le tueur. Plus tard, Marcel décide que Joan en sait trop et ordonne au Creeper de la tuer. Ce dernier hésite cependant à le faire lorsqu'il découvre que Marcel a l'intention de le livrer à la police par la suite.
Le Creeper tue Marcel et s'apprête à tuer Joan lorsqu'il est abattu par la police.

## Fiche technique
- Titre : House of Horrors
- Réalisation : Jean Yarbrough
- Scénario : Dwight V. Babcock et George Bricker
- Photographie : Maury Gertsman
- Société de production : Universal Pictures
- Pays de production : États-Unis
- Format : Noir et blanc - 1,37:1 - Mono
- Genre : horreur
- Durée : 65 minutes
- Date de sortie : 
  - États-Unis : 29 mars 1946

## Distribution
- Rondo Hatton : The Creeper
- Robert Lowery : Steven Morrow
- Virginia Grey : Joan Medford
- Bill Goodwin : Lieutenant de police Larry Brooks
- Martin Kosleck : Marcel De Lange
- Alan Napier : F. Holmes Harmon
- Howard Freeman : Hal Ormiston
- Virginia Christine : Une dame dans la rue
- Joan Shawlee : Stella McNally
- Charles Wagenheim : Walter, l'imprimeur